# Liste de musées en Azerbaïdjan
Pour les autres articles nationaux ou selon les autres juridictions, voir Liste des musées par pays.
Cet article présente une liste non exhaustive de musées en Azerbaïdjan.

## Bakou
- Centre international du mugham
- Musée du livre miniature de Bakou
- Musée d'art moderne
- Musée d'art national azéri
- Musée de l'histoire d'Azerbaïdjan
- Musée de l'indépendance d'Azerbaïdjan
- Musée de la littérature azerbaïdjanaise Nizami Gandjavi
- Musée national du tapis
- Palais des Chirvanchahs
- Temple du feu de Bakou « Atechgah »
- Tour de la Vierge
- Musée national d'art d'Azerbaïdjan
- Musée d'archéologie et d'ethnographie
- Villa Petrolea
- Musée de la maison d'Uzeyir Hadjibeyov
- Musée de la maison d'Huseyn Djavid
- Musée de la maison de Djalil Mammadkulizade
- Musée de la maison de Samed Vurgun
- Musée de la maison de Nariman Narimanov
- Musée commémoratif du génocide
- Institut des manuscrits d'Azerbaïdjan

- Musée de la chronique de pierre

- Musée d'histoire naturelle Hassanbey Zardabi
- Musée d'histoire des douanes d'Azerbaïdjan
- Musée de la médecine d'Azerbaïdjan
- Musée de la maison de Sattar Bahlulzade
- Musée de la maison d'Azim Azimzade
- Musée de la maison de Mammad Said Ordubadi
- Maison-musée de Leopold et Mstislav Rostropovich
- Maison-musée de Djafar Djabbarly
- Musée national de l'agriculture d'Azerbaïdjan
- Musée national d'histoire de la religion d'Azerbaïdjan
- Rinay
- Musée de la maison de Bulbul
- Centre des musées
- Musée des pétroglyphes
- Musée du théâtre d'Etat d'Azerbaïdjan

## Chouchi
- Musée d'histoire de Chouchi (az)
- Musée national d'histoire de l'Azerbaïdjan du Karabakh
- Musée de l'histoire du Karabakh (fermé en 1992)
- Musée de la maison d'Uzeyir Hadjibeyov

## Khinalug
- Musée historique et ethnographique du village Khinalug (en)

## Lahidj
- Musée d'histoire locale de Lahidj (en)

## Nakhitchevan
- Musée commémoratif de Nakhitchevan (en)
- Musée d'histoire de Nakhitchevan
- Musée de la littérature Nakhitchevan

## Chaki
- Maison-musée Mirza Fatali Akhundov

## Gandja
- Musée d'histoire et d'ethnographie de l'État de Gandja

## Agdam
- Musée du pain d'Agdam (détruit)